# Anacampseros rufescens
Anacampseros rufescens és una espècie de planta suculenta del gènere Anacampseros, que pertany a la família Anacampserotaceae.

## Descripció
És una planta perenne de fulla suculenta que ramifica lliurement formant grups o estores de pocs centímetres d'alçada. Les fulles són de color porpra per sota, així com els peduncles i les flors.
Les tiges, erectes o rastreres, de 5 a 8 cm de llarg, ramifiquen dicotòmicament. Les arrels són gruixudes i tuberoses.
Les fulles, fins a 70 en una roseta, apretades i disposades en espiral, obovades-lanceolades, agudes o una mica acuminades, de fins a 2 cm de llarg i 1 cm d'ample, amb pèls a l'axil·la, que els perd quan madura. L'anvers és de color verd oliva fosc, però agafa una tonalitat vermellosa al sol o en condicions d'estrès, el revers normalment és de color porpra fosc. Estípules en forma de pèls blancs, nombroses, ondulades.
Les flors, d'una a quatre, de 2 a 3 cm de diàmetre, de color rosa o vermell-porpra, s'obren al final de la primavera a la tarda i es tanquen a la nit.

## Distribució
Espècie endèmica de Sud-àfrica. S'estén des de les províncies del Cap fins a Estat Lliure.

## Cultiu
Planta molt resistent, de creixement lent al principi. Els seus enemics són el fred i l'excés d'aigua. La terra ha de ser ben drenada, a l'hivern ha d'estar sense reg entre 5 i 10 °C, però pot suportar esporàdiques gelades lleugeres. A l'estiu necessita reg abundant, sense mullar la planta quan li toca el sol, per evitar que es cremi. Necessita sol directe però a l'estiu evitar la insolació excessiva. Es reproduexen fàcilment d'esqueix o de llavor.

## Taxonomia
Anacampseros rufescens va ser descrita per Sweet, Robert i publicada a Hortus Britannicus 170. 1826.
Etimologia
Anacampseros: nom genèric que deriva de les paraules gregues: Anakampto = 'recuperar' i eros = 'amor'.
rufescens: epítet llatí que significa: 'vermellós'.
Sinonímia
- Anacampseros rufescens Sweet
- Anacampseros arachnoides var. grandiflora Sond.